# Eupelmus inyoensis
Eupelmus inyoensis är en stekelart som beskrevs av Girault 1916. Eupelmus inyoensis ingår i släktet Eupelmus och familjen hoppglanssteklar. Inga underarter finns listade i Catalogue of Life.